# Hans Urs Von Balthasar
Hans Urs Von Balthasar (12 d'agost de 1905, Lucerna - † 26 de juny de 1988, Basilea) és un teòleg catòlic del segle xx. Els seus estudis bàsics els va realitzar a l'escola jesuïta Stella Matutina i els seus estudis previs a l'educació superior en el Gymnasium dels benedictins a Engelberg, Suïssa, només per quatre anys, i va acabar en dos anys i mig més a Feldkirch, Àustria, novament amb els jesuïtes.
Va estudiar a Viena, Berlín i Zúric, i es va llicenciar en literatura alemanya (Germanistik). A Berlín va ser on va conèixer i va rebre classes del també teòleg catòlic Romano Guardini, tenint els primers contactes amb la filosofia de Kierkegaard. El 1928, després de concloure els seus estudis de literatura alemanya amb la tesi "La història del problema escatològic en la moderna literatura alemanya" (Die Geschichte des eschatologischen Problems in der modern deutschen Literatur), va ingressar a la Companyia de Jesús i es va ordenar el 1936. Va treballar a Basilea com a capellà d'estudiants. El 1948 funda juntament amb la seva col·laboradora Adrienne von Speyr l'Institut secular, anomenat "Comunitat de Sant Joan". El 1950 va abandonar l'ordre dels jesuïtes. Les autoritats religioses li van prohibir fer classes a causa que les seves idees no encaixaven en les formulacions tradicionals del catolicisme. El 1953 va defensar que l'Església no podia aparèixer en el món modern com una enemiga del mateix món o una fortalesa tancada, sinó que la seva vocació transcendent havia de portar a una obertura, assimilant els nous sistemes i deixant-se interpel·lar per renovar els tresors oblidats o encara no descoberts que conté el dipòsit de la fe. Això li va generar grans incomprensions per part de la jerarquia eclesiàstica.
Va morir a Basilea l'any 1988

## Obres
- Balthasar, Hans Urs von. La Pregària contemplativa. Traducció: Casimir Martí.  Barcelona: Estela, 1962 (Espiritualitat).
- Balthasar, Hans Urs von. Wer ist ein Christ? (en alemany).  [Lloc de publicació no identificat]: Benziger Verlag, 1965 (Offene Wege; 1).
- Balthasar, Hans Urs von. El cor del món.  Barcelona: Edicions 62, 1965 (Blanquerna; 14).
- Balthasar, Hans Urs von. Karl Barth : Darstellung und Deutung seiner Theologie (en alemany). Zweite Auflage.  Köln: Verlag Jakob Hegner, 1962. ISBN 3265101754. OCLC 807797634.
- Balthasar, Hans Urs von. Absolutheit des Christentums (en alemany).  Freiburg: Herder, 1977 (Quaestiones Disputatae; 79). ISBN 3451020793.
- Balthasar, Hans Urs von. Qui és un cristià?. Traducció: Joan Ordi i Fernández.  Barcelona: Facultat de Teologia de Catalunya; Pòrtic, 2009 (Clàssics cristians del segle xx; 4). ISBN 9788498090765.